# Umbyquyra acuminatum
Umbyquyra acuminata is een spinnensoort uit de familie van de vogelspinnen (Theraphosidae). De wetenschappelijke naam van de soort werd voor het eerst geldig gepubliceerd in 2005 door Joachim Schmidt en Tesmoingt als Acanthoscurria acuminata
De soort komt voor in Bolivia en Brazilië.